# Franz Morsey
Franz Morsey (23. ledna 1854 Hohenbrugg – 3. ledna 1926 Štýrský Hradec) byl rakouský šlechtic a politik německé národnosti, v 2. polovině 19. století poslanec Říšské rady ze Štýrska.

## Biografie
Působil jako statkář.
Působil i jako poslanec Říšské rady (celostátního parlamentu Předlitavska), kam usedl doplňovacích volbách roku 1890 za kurii venkovských obcí ve Štýrsku, obvod Feldbach, Radkersburg atd. Slib složil 4. prosince 1890. Mandát obhájil ve volbách roku 1891. Do parlamentu se vrátil ve volbách roku 1901, nyní za všeobecnou kurii ve Štýrsku, obvod Feldbach, Radkersburg, Leibnitz atd. Mandát obhájil i ve volbách roku 1907, konaných poprvé podle rovného a všeobecného volebního práva (obvod Štýrsko 19). Ve volebním období 1885–1891 se uvádí jako svobodný pán Franz von Morsey, statkář, bytem zámek Hohenbrugg.
Po volbách roku 1891 patřil do konzervativního Hohenwartova klubu (neboli Strana práva). V únoru 1896 se na Říšské radě uvádí mezi členy nové poslanecké frakce Katolické lidové strany. Po volbách roku 1907 usedl do poslaneckého klubu Křesťansko-sociální sjednocení (Křesťansko sociální strana).
Později byl členem Panské sněmovny (nevolená horní komora Říšské rady).
Zemřel v lednu 1926.